# Eleccions legislatives luxemburgueses de 1968
Les eleccions legislatives luxemburgueses de 1968 se celebraren el 15 de desembre de 1968, per a renovar els 56 membres de la Cambra de Diputats de Luxemburg. Va vèncer el Partit Popular Social Cristià de Pierre Werner, qui fou nomenat primer ministre

## Resultats
| ← Eleccions legislatives luxemburgueses, 1968 → |                                            |      |            |        |            |
| Partit                                          | Partit                                     | %    | Diferència | Escons | Diferència |
|                                                 | Partit Popular Social Cristià (CSV)        | 35,2 | +1,9       | 21     | -1         |
|                                                 | Partit Socialista dels Treballadors (LSAP) | 32,3 | -5,4       | 18     | -3         |
|                                                 | Partit Democràtic (DP)                     | 16,5 | +5,9       | 11     | +5         |
|                                                 | Partit Comunista de Luxemburg (KPL)        | 15,6 | +3,1       | 6      | +1         |
|                                                 | Altres                                     | 0,4  | -5,5       | 0      | -2         |
| Total                                           | Total                                      |      |            | 56     | —          |
| Font: Centre Informatique de l'État             |                                            |      |            |        |            |